# Selbstlos im Lavabad
Selbstlos im Lavabad ist eine der bekanntesten Audio-Video-Installationen der Schweizer Künstlerin Pipilotti Rist aus dem Jahr 1994.

## Beschreibung
Im Boden des Ausstellungsraums ist ein eigroßes Loch, unter dem auf einem LCD-Monitor ein Video im Loop läuft. Zu sehen ist eine winzige nackte Frauenfigur, gespielt von Pipilotti Rist, die von Lava und Flammen umgeben ist. Sie ruft in mehreren Sprachen um Hilfe, unter anderem «Du hättest alles viel besser gemacht … hilf mir … verzeih mir», «I am a worm and you are a flower!» (Deutsch: Ich bin ein Wurm und du bist eine Blume).

## Entstehung

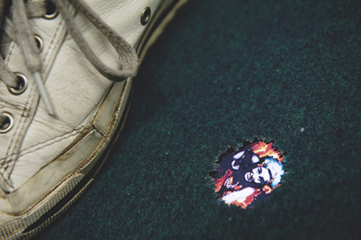
Selbstlos im Lavabad, Platzierung in der Ausstellung und Größenvergleich

Die Künstlerin entwickelte das Video ganz allein in ihrem Studio, wie bereits früher I'm Not The Girl Who Misses Much (1986). Sie wählte sich selbst als Protagonistin, weil sie anderen Leuten nicht zumuten wollte, Szenen so häufig zu wiederholen. Bei den Arbeiten fiel sie einmal rückwärts von der Leiter auf einen Werkzeugkoffer, als sie die Kamera mit Gaffertape oben an einem Wasserrohr anbrachte. Die Metallteile bohrten sich in ihren Rücken, er sei voll blauer Flecken gewesen. Rist äußerte, in solchen Momenten habe für sie «auch eine gewisse therapeutische Qualität» gelegen. Erlebnisse wie diese hätten sie dabei unterstützt, «die Hölle mit Humor darzustellen», was für sei eine Katharsis gewesen sei. Sie habe trotz Schmerzen weitergearbeitet und sagte dazu: «Die altmodische Idee, dass man als Künstler leiden muss, passt auch zu dieser Arbeit.» Kunstschaffende seien «immer verletzlich, kritisierbar».
Rist stellte von Selbstlos im Lavabad eine Edition von drei Exemplaren und einem Artist Print (Exemplar für die Künstlerin) her.

## Ausstellungsorte
Erstmals wurde das Video 1994 in der Kunsthalle Basel im Rahmen der Ausstellung Welt-Moral gezeigt. Dort wurde das Kunst sammelnde Ehepaar Erika Hoffmann-Koenige und Rolf Hoffmann auf die Arbeit aufmerksam. Sie weckte das Interesse an der Künstlerin Pipilotti Rist. Die beiden erwarben das Kunstwerk für ihre Berliner Räume in einer ehemaligen Fabrik in den Sophie-Gips-Höfen. Dort wollten sie nicht nur wohnen, sondern ihre Kunst zeitweise auch der Öffentlichkeit zeigen. Zu diesem Zeitpunkt standen dort nur die Außenwände. Rists Bedingung, die Platzierung des Videos in den Räumen selbst zu überwachen, war ganz im Sinne der beiden. Die Kabel sollten verlegt werden, bevor Innenwände und Fußböden platziert wurden. Rist wählte eine Stelle aus, die sie für «beiläufig genug» hielt; das Video sollte sowohl überraschen als auch übersehen werden können. Das Publikum sollte das Kunstwerk gerade nicht gezeigt bekommen, sondern selbst entdecken können. Bei diesem Besuch wählte Rist auf Wunsch von Hoffmann-Koenige auch einen Raum aus, in dem es möglich sein würde, alle Videos zu präsentieren, für die es keine spezielle Installation brauchte. Hoffmann-Koenige wollte einen hellen Raum, denn er sollte auch Lebensraum für die Familie sein. Rist ließ in einen annähernd quadratischen Raum einen Sockel und darauf einen Kubus aus vier riesigen Leinwänden aus Keilrahmen stellen. Die bewegten Bilder sollten dadurch an ihre Verwandtschaft zur Malerei denken lassen. Die beiden Elemente wurden schräg gegeneinander versetzt. Im Raum befanden sich auch ein weißer Flokatiteppich und fünf Kissen mit den Porträts des Ehepaars und ihrer drei Kinder. Die Kombination ließ sich als Einladung zum Hinlegen lesen, den Kopf auf die Kissen. So strahlte die Installation Intimität aus. Rist wählte den Namen Frommer Audiovisionsraum (1997).
In einer späteren Ausstellung in Zürich wurde das Video zu Füßen einer Skulptur von Madonna und Kind platziert. Dadurch wurde die Verbindung zum religiösen Begriff der Verdammnis in den Mittelpunkt gestellt, wie es auch das Video tut. Das Museum of Modern Art in New York (MoMA PS1) zeigt das Video als Langzeitinstallation. 2004 war die Arbeit Teil einer Rist-Ausstellung im San Francisco Museum of Modern Art mit dem Titel Stir Heart, Rinse Heart.

## Kunstgeschichtliche Einordnung und Deutung

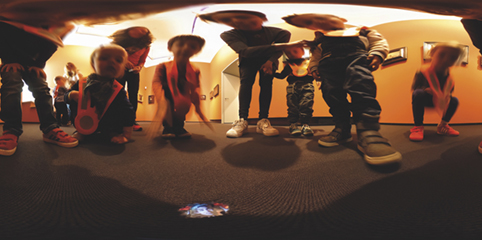
Installation Selbstlos im Lavabad, Publikum

Selbstlos im Lavabad ist eine der bekanntesten Installationen der Künstlerin und wohl ihre kleinste. Rist hat den Raumbegriff in der Videokunst grundlegend verändert. In dieser Phase ihres künstlerischen Schaffens entfernte sie sich auf vielerlei Weise vom Fernsehgerät als Projektionsfläche und experimentierte mit unterschiedlichen räumlichen Dimensionen. Während Selbstlos im Lavabad einen winzigen runden Monitorausschnitt im Fußboden zeigt, wurde etwa Homo Sapiens Sapiens (2005) auf die Decke einer Kirche projiziert.
Die Kunstsammlerin Erika Hoffmann-Koenige stellte beim ersten Ansehen des Videos eine gedankliche Verbindung zu den Darstellungen von Dantes Inferno aus dem 19. Jahrhundert her. Sie bezog sich dabei wohl auf die Stiche von Gustave Doré. Das Video zeige, wie auch andere frühe Arbeiten Rists, «ein Ungenügen, ein Scheitern, oft komisch, geradezu grotesk gesteigert». Gefahren und Ängste würden thematisiert.
Rist ging in einem Interview mit dem Kurator Richard Julin ausführlicher auf diese Installation ein. Ihre Botschaft sei: Hilf diesem Menschen aus dem Fegefeuer. Durch die räumliche Anordnung solle sich das Publikum riesig und allmächtig fühlen und daraus das Bedürfnis entwickeln zu helfen. Die Arbeit weise über die konkrete Situation hinaus und ziele darauf ab, den Wunsch zu wecken, sich und anderen zu verzeihen und zu helfen. Das Fegefeuer stehe für die Härte, die wir manchmal anderen und uns selbst gegenüber an den Tag legten. Das Video erreiche nur dann die gewünschte Wirkung, wenn es «wie ganz zufällig aus der Erde herausgebrochen» wirke oder «wie von einer Maus herausgegessen». Obwohl die Figur im Video eine Frau sei, so die Künstlerin, stehe sie für den Menschen im Allgemeinen. Sie repräsentiere also auch den Mann.